# Metrogorodok
Metrogorodok (Муниципальный округ Метрогородок) est un district municipal de Moscou, dépendant du district administratif est.

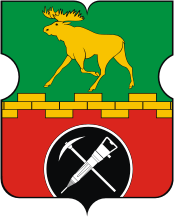
Armes du district
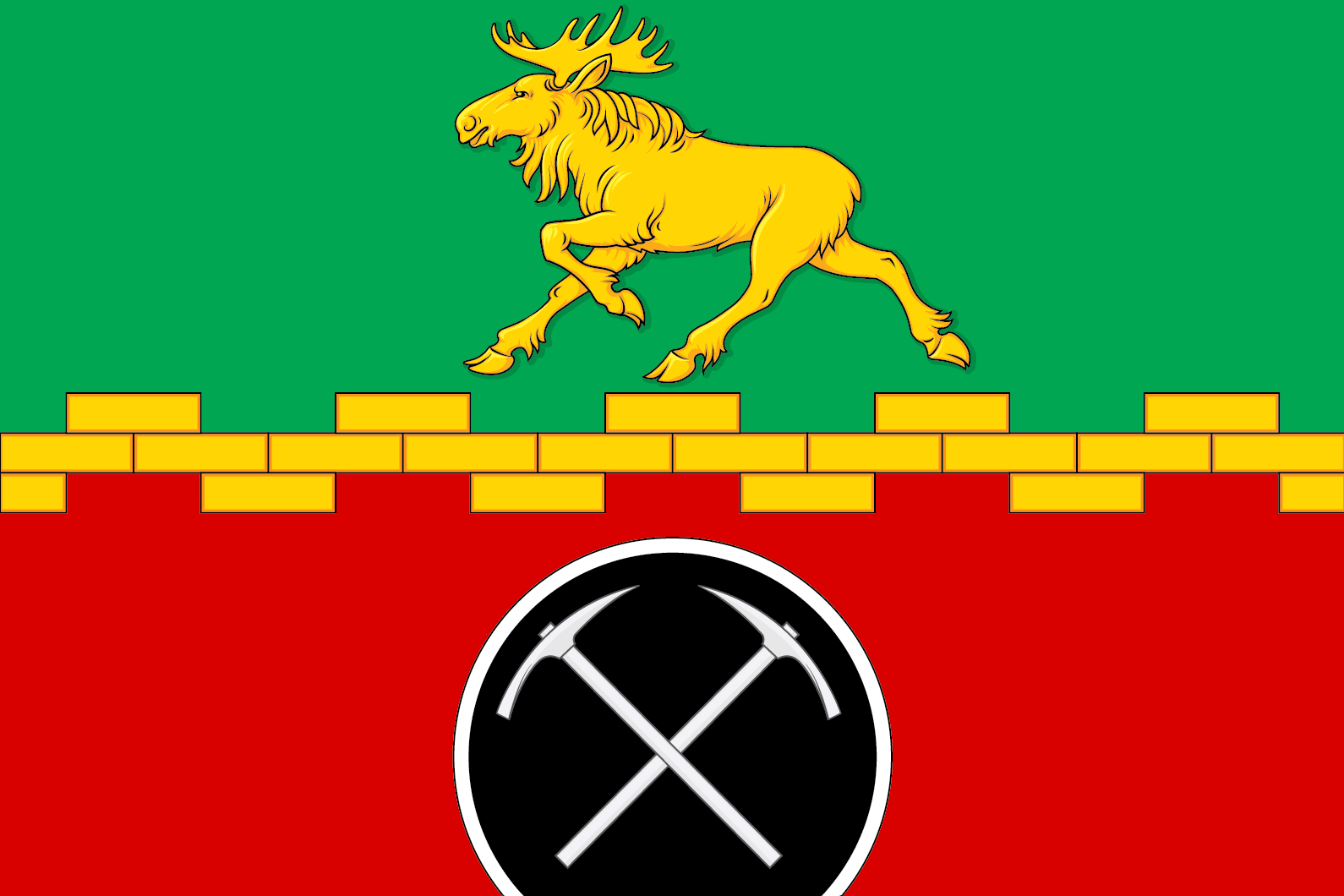
Drapeau du district